# Sığırlı
Sığırlı è un comune dell'Azerbaigian situato nel distretto di Kürdəmir.